# Beira intérieure Nord

Localisation de la Beira intérieure Nord

La Beira intérieure Nord – en portugais : Beira Interior Norte – est une des 30 sous-régions statistiques du Portugal.
Avec 11 autres sous-régions, elle forme la région Centre.

## Géographie
La Beira intérieure Nord est limitrophe :
- au nord, du Douro,
- à l'est, de l'Espagne,
- au sud, de la Beira intérieure Sud et de la Cova da Beira,
- à l'ouest, de la Serra da Estrela et du Dão-Lafões.

## Données diverses
- Superficie : 4 251 km2
- Population (2001) : 115 326 hab.
- Densité de population : 27,13 hab./km2

## Démographie
Environ 38 % de la population de la sous-région vit dans la municipalité de Guarda, sur un territoire dont la superficie représente environ 17 % de la superficie de la sous-région.

## Subdivisions
La Beira intérieure Nord groupe neuf municipalités (conselhos ou municípios, en portugais) :
| Concelho                    | Superficie km2 | Population (2004) | Densité de population hab./km2 |
| --------------------------- | -------------- | ----------------- | ------------------------------ |
| Almeida                     | 520,55         | 7 784             | 14,95                          |
| Celorico da Beira           | 249,93         | 8 752             | 35,02                          |
| Figueira de Castelo Rodrigo | 508,57         | 6 884             | 13,54                          |
| Guarda                      | 717,88         | 44 149            | 61,50                          |
| Manteigas                   | 108,59         | 3 900             | 35,91                          |
| Mêda                        | 285,91         | 6 000             | 20,99                          |
| Pinhel                      | 486,15         | 10 436            | 21,47                          |
| Sabugal                     | 826,70         | 14 222            | 17,20                          |
| Trancoso                    | 364,54         | 10 639            | 29,18                          |

| Districts | Concelhos                   |
| --------- | --------------------------- |
| Guarda    | Almeida                     |
| Guarda    | Celorico da Beira           |
| Guarda    | Figueira de Castelo Rodrigo |
| Guarda    | Guarda                      |
| Guarda    | Manteigas                   |
| Guarda    | Mêda                        |
| Guarda    | Pinhel                      |
| Guarda    | Sabugal                     |
| Guarda    | Trancoso                    |

Note : la Beira intérieure Nord est entièrement comprise dans le district de Guarda, mais la réciproque n'est pas vraie, puisque celui-ci comprend en outre :
- une municipalité statistiquement rattachée à la région Nord (sous-région du Douro) ;
- quatre municipalités statistiquement rattachées à d'autres sous-régions de la région Centre :
  - une pour la sous-région du Dão-Lafões ;
  - trois pour la sous-région de la Serra da Estrela).

1. 1 2  « Official Journal L 87/2023 », sur eur-lex.europa.eu (consulté le 13 janvier 2024)